# Hyena
Hyena — макси-сингл японской visual kei рок-группы the GazettE, выход которого состоялся 7 февраля 2007 года. В японском чарте Oricon дошёл до четвёртой строчки.
Сингл вышел в двух видах: Optical Impression (CD+DVD) и Auditory Impression (только CD).
Композиция Chizuru была использована в корейском фильме «Apartment» и вошла в третий студийный альбом Stacked Rubbish.

## Список композиций

### Optical Impression
Диск первый
1. «Hyena»
2. «Chizuru (千鶴)»

Диск второй (DVD)
1. «Hyena PV + Making»

### Auditory Impression
1. «Hyena»
2. «Chizuru (千鶴)»
3. «Defective Tragedy»